# Bathycongrus polyporus
Bathycongrus polyporus är en fiskart som först beskrevs av Smith och Kanazawa, 1977.  Bathycongrus polyporus ingår i släktet Bathycongrus och familjen havsålar. Inga underarter finns listade.